# Cupa lui Nestor
Termenul Cupa lui Nestor se poate referi la:
- a) O cupă de aur descrisă în Iliada lui Homer și care aparținea lui Nestor, regele din Pylos.
- b) O cupă de aur, descoperită la Micene, pe care Heinrich Schliemann a identificat-o ca fiind cupa lui Nestor descrisă în Iliada.
- c) O cotila/kotila (vas de băut din lut) din secolul al VIII-lea î.Hr, obiect găsit la Pithekoussai, Magna Graecia și care poartă inscripția celebră numită cupa lui Nestor.

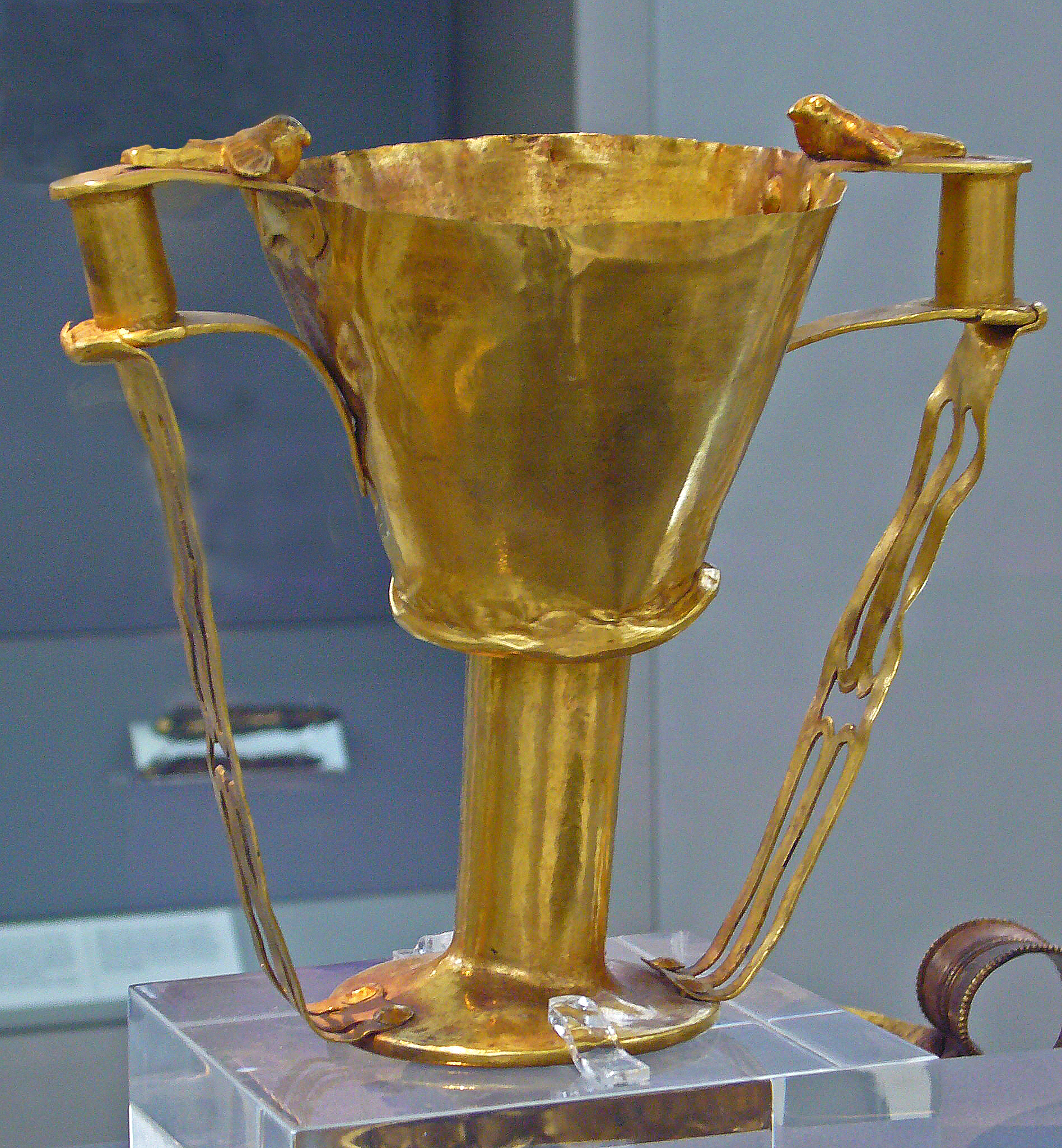
b)
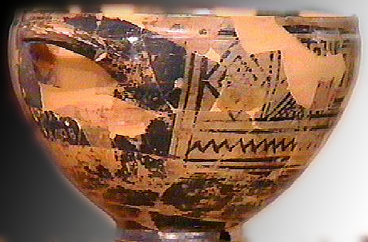
c)
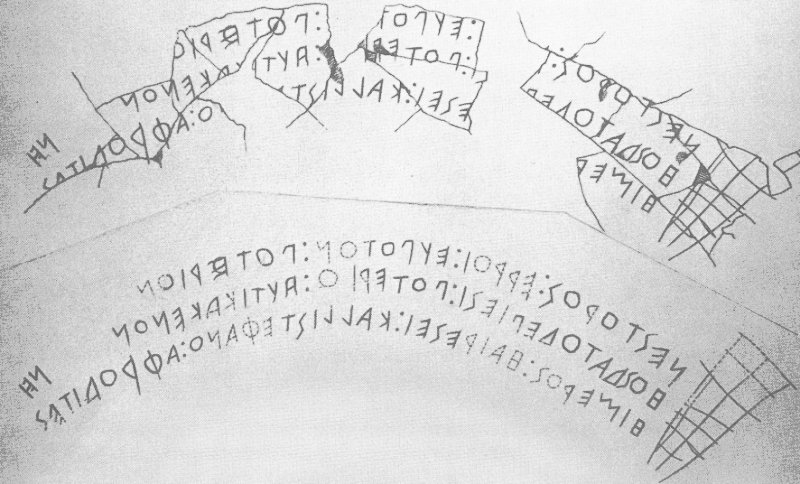
Inscripţia:ΝΕΣΤΟΡΟΣ:…:ΕΥΠΟΤΟΝ:ΠΟΤΕΡΙΟΝ ΗΟΣΔΑΤΟΔΕΠΙΕΣΙ:ΠΟΤΕΡΙ..:AΥΤΙΚΑΚΕΝΟΝ ΗΙΜΕΡΟΣΗΑΙΡΕΣΕΙ:ΚΑΛΛΙΣΤΕΦΑΝΟ:ΑΦΡΟΔΙΤΕΣ